# Krujski distrikt
Krujski distrikt (albanski: Rrethi i Krujës) je jedan od 36 distrikata u Albaniji, dio Dračkog okruga. Po procjeni iz 2004. ima oko 64.000 stanovnika, a pokriva područje od 372 km². 
Nalazi se u zapadnom dijelu zamlje, a sjedište mu je grad Krujë. Distrikt se sastoji od sljedećih općina:
- Bubq
- Cudhi
- Fushë-Krujë
- Kodër-Thumanë
- Krujë
- Nikël